# Schernelz
Der Weiler Schernelz (französisch Cerniaux) ist ein Ortsteil der Gemeinde Ligerz im Schweizer Kanton Bern. Der Rebbauernort liegt auf einer Terrasse oberhalb des Bielersees und hat ein schützenswertes Ortsbild von regionaler Bedeutung.

## Geographie
Der Ort liegt 550–610 m ü. M. auf einer schwach geneigten Terrasse, die nur wenige Rebbergmauern erforderte. Die Ortsteile Ober-, Mittel- und Unterschernelz sind auf drei Geländestufen angeordnet. Westlich von Unterschernelz lag an der Charrière-Kreuzung «Lindli» der abgegangene Ort Kleinschernelz. Südwestlich liegt der Ort Ligerz, südöstlich der Weiler Bipschal. Die Landschaft gehört zum «Linken Bielerseeufer» im Bundesinventar der Landschaften und Naturdenkmäler von nationaler Bedeutung.

## Geschichte
Der in vielen Formen überlieferte Ortsname Cergnaud, Cerniaux … ist ein Rodungsname und bedeutet einen «Einschlag mitten im Wald». Der Bach begünstigte die Entstehung des Ortes. Schernelz gehörte mit Ligerz, Bipschal und Kleintwann zum Gericht Ligerz. Das Regionbuch von 1783 nennt für Schernelz die Zahl von vierzehn Häusern. Das «Rebzehndhaus» des Gerichts stand in Bipschal. Im Jahr 1846 wurde der Rebzehnt generell abgelöst und 1858 die Schaffnerei aufgehoben. Das mit einem grossen Rebgut verbundene «Gemeindhaus» auf der Südseite der Untergasse wurde 1822 abgebrochen.
Westlich von Schernelz wurden nach 1940 Häuser «in weitmaschiger Streuung» errichtet. Im Osten (Planches-Weg) wurde ab 1960 ein Einfamilienhausquartier flächig bebaut. Die Architekten Andry und Habermann planten 1980/1982 die verdichtete Wohnanlage «Choté» mit zwei Pultdach-Reihenhäuserzeilen und Querdurchgängen.

## Nennenswerte Bauwerke
Im alten Ortsteil ist das Erscheinungsbild der drei Hausreihen trotz vielen Umbauten noch spätgotisch geprägt.
- Obergasse 9 und 15 sind Rebbauernhäuser aus dem 16. Jahrhundert mit einem hohen Anteil historischer Substanz.
- Schernelzstrasse 71 ist ein Rebbauernhaus des 17. Jahrhunderts.
- Untergasse 15 und 21 sind ehemalige Rebbauernhäuser des 16. Jahrhunderts, kleiner Platz mit Brunnen bei Nr. 21.
- Restaurant aux Trois Amis, Untergasse 17, entstand aus zwei Hauseinheiten über den üblichen Keller-Erdgeschossen. Das ehemalige Au Coq d’Or erhielt seinen Namen von drei Freunden, die 1894 das Noten-Zahlen-Rätsel für das Wirtshausschild entwarfen. Eine um 1875 erbaute Terrasse überbrückt die Gasse.
- Charrière 31 wurde 1963 von den Architekten Pia und Flurin Andry als Ferienhaus erbaut und 1973 zum Wohnhaus erweitert.
- Siehe auch: Liste der Kulturgüter in Ligerz

## Verkehr
Die Uferstrasse und die Bahnstrecke Lausanne–Biel/Bienne führen weit unterhalb des Weilers am Seeufer entlang. Bahnhöfe befinden sich in Ligerz und Twann. Ein alter Pilgerweg verläuft zwischen Uferstrasse und Schernelz. Die 1360 erstmals erwähnte «Charrière» (Karrweg) führt vom Oberdorf von Ligerz über Oberschernelz auf den Tessenberg (Prêles). Die parallel verlaufende Schernelzstrasse wurde in den 1860er Jahren erbaut, sie führt vom Unterdorf von Ligerz nach Schernelz. Seit den 1930er Jahren wird sie von der Rebbergstrasse «Neuweg» gekreuzt.

## Persönlichkeiten
- Jules Gilliéron (1854–1926), schweizerisch-französischer Romanist und Dialektologe; starb in Schernelz
- Friedrich Dürrenmatt (1921–1990), Schriftsteller, Dramatiker und Maler; wohnte 1948 mit seiner Familie bei der Schwiegermutter in der Obergasse 9.

## Belege
1. ↑  Bundesamt für Kultur: Bipschal (Ligerz) im Inventar der schützenswerten Ortsbilder der Schweiz. Abgerufen am 23. Juni 2023. S. 5.